# Nicolau dos Santos Neto
Nicolau dos Santos Neto CavMM (São Paulo, 15 de julho de 1928 — São Paulo, 31 de maio de 2020) foi um juiz brasileiro. Foi advogado e auditor fiscal do trabalho. Ficou popularmente conhecido como Lalau ou Nicolalau após o desvio de recursos, ocorrido de 1994 a 1998, que seriam utilizados na construção do Fórum Trabalhista de São Paulo.
Também foi procurador do Ministério Público do Trabalho, desembargador federal, antigo juiz do trabalho, do Tribunal Regional do Trabalho paulista e brasileiro. Presidiu esta Corte de 1990 até 1992.

## Biografia
Nicolau dos Santos Neto se formou na turma de 1954 da Faculdade de Direito da Universidade de São Paulo.
Nicolau começou a carreira no Ministério do Trabalho como auditor fiscal. Nomeado por Getúlio Vargas, de quem, dizia, um tio seu foi alfaiate.
Passou a ser procurador do Ministério Público do Trabalho, nomeado por Jango e, na vaga do quinto constitucional, foi nomeado juiz do trabalho no Tribunal Regional do Trabalho de São Paulo (TRT/SP).
Em 1995, Santos Neto foi admitido pelo presidente Fernando Henrique Cardoso à Ordem do Mérito Militar no grau de Cavaleiro especial.

### Escândalo
Passou a presidir a Comissão de Obras do Tribunal Regional do Trabalho (TRT/SP) de São Paulo, deixando a presidência. A construção só começou em meados do ano de 1997 mas, já antes, os fiscais e auditores tinham descoberto inúmeras irregularidades, e delas logo dão conhecimento ao Tribunal de Contas da União (TCU). Sugerem a anulação da licitação, a rescisão do contrato e a devolução do dinheiro pago (35,7 milhões de reais). Mas a burocracia não permitiu a tomada das medidas que se impunham. E só no ano seguinte o TCU concluiu pela existência das irregularidades. Mas nem por isso impediu que a construção continuasse. Por meio do empreiteiro Fábio Monteiro de Barros Filho, dono da construtora Incal Alumínio, Nicolau conhece o empresário Luís Estêvão, também com empresas construtoras em Brasília (Grupo OK) e um dos principais implicados na fraude da construção do TRT/SP.
Lalau, o ex-senador Luís Estêvão e os donos da Incal foram acusados de desviar verbas gigantes dos cofres públicos. Em 1995, o Tesouro já tinha liberado R$ 100 milhões, mas dessa quantia só a quarta parte tinha sido devidamente aplicada. Em apenas um ano (1996) foram destinados R$ 52 milhões para a "construção" do prédio e, no entanto, nenhuma autoridade parece ter se dado conta das irregularidades.
Somente em setembro de 1998, depois que o Ministério Público descobriu a saída de algo em torno de R$ 70 mil por dia, à sombra da construção do fórum trabalhista de São Paulo, são interrompidas as obras. Apesar disso, Nicolau continuou administrando os dinheiros da Comissão de Obras por mais um mês. E só então é destituído do cargo e o MP pede o bloqueio dos seus bens. Ao mesmo tempo o Congresso, num jogo de cena, protagonizado por Antonio Carlos Magalhães suspende todo e qualquer pagamento relativo às obras.
O tamanho da fraude, porém, só viria a público em 1999, quando foi criada a CPI do Judiciário. Graças a esse recurso, com a quebra do sigilo bancário dos envolvidos nas obras do fórum paulista, foi possível saber o montante do pagamento. Neste ano também o TCU leva ao Congresso o resultado da auditoria, segundo a qual foram repassados R$ 223,9 milhões para a construção do TRT/SP e desse total foram desviados R$ 169,5 milhões.
Somente em julho de 2011, a União conseguiu recuperar R$ 55 milhões ou 6% desse total (R$ 923 milhões atualizados na data da apresentada pela Justiça Federal em Brasília). Foi o maior volume de recursos do tipo já apreendido no país.
Nicolau vendeu por US$ 750 mil o apartamento que tinha comprado em Miami, nos Estados Unidos. O imóvel, que lhe custara US$ 800 mil, tinha três quartos espaçosos, quatro banheiros, sala de entrada, sala de estar e sala de jantar e terraço. O juiz preferiu desfazer-se do apartamento por um preço inferior ao da compra.
A 1ª Vara Federal Criminal do Júri e das Execuções Penais, de São Paulo, expediu mandado de prisão preventiva contra Nicolau. Antes de receber ordem de prisão, Nicolau passa duas semanas em Miami com a mulher, Maria da Glória, e quatro crianças. Hospedou-se num dos hotéis mais luxuosos (Windham Grand Bay), onde reservou três apartamentos, cada um dos quais custava 500 dólares por dia. Apesar de já ter seu rosto estampado nos jornais, revistas e televisores como criminoso, o juiz continua a passear em carros vistosos, embora mais modestos que os anteriores.
Desde 2000, a vida do ex-juiz ficou restrita de idas e vindas à carceragem da Polícia Federal, onde, após a obtenção de habeas corpus por seu advogado Alberto Zacharias Toron, conseguiu voltar à sua residência, uma mansão na Rua Amarilis, no bairro do Morumbi, em São Paulo, onde ficava em prisão domiciliar. A idade avançada e a saúde frágil, segundo seus advogados, foram fatores que o credenciaram a ter o benefício de cumprir a pena em casa.
Em maio de 2006, foi condenado a 26 anos, seis meses e 20 dias, em regime fechado, pelos crimes crimes de peculato, estelionato e corrupção passiva.
No final de janeiro de 2007, o ex-juiz mais uma vez teve que se apresentar à Polícia Federal e, na iminência de ser preso numa penitenciária comum, conseguiu um habeas corpus, voltou à sua residência, que na ocasião acabou sendo pichada.
Desde agosto de 2007, voltou a cumprir prisão domiciliar por motivo de saúde.
Em 2008, voltou a ser lembrado pela imprensa ao tentar a liberação de cerca de R$ 7 milhões de uma conta em Genebra ao alegar ser referente a uma "herança não declarada".

## Prisões
Em 2000, além da ordem de prisão expedida contra Nicolau, foram presos Fábio Monteiro e José Eduardo Teixeira Ferraz, da Incal. O senador Luiz Estevão teve cassado seu mandato e o ex-secretário-geral da Presidência da República, Eduardo Jorge Caldas Pereira, admitiu que teve contatos com Nicolau, mas negou qualquer envolvimento comercial com ele. Ainda assim, o episódio serviu para prejudicar a imagem do presidente Fernando Henrique Cardoso.
 Durante quase um mês de negociações para a rendição, o advogado de Nicolau, Alberto Zacharias Toron, insistiu na tecla de que seu cliente não usaria algemas, não seria exposto à opinião pública e receberia um tratamento privilegiado na cadeia. Em troca, o governo queria mais do que a prisão do procurado. O que interessava mesmo era o silêncio do ex-juiz. O foragido teria de se preocupar exclusivamente em se defender das acusações, sem jamais revelar seus parceiros de falcatrua. — Revista Isto É
Em 3 de junho de 2014, deixou Penitenciária 2 de Tremembé, interior de São Paulo, onde estava preso desde março de 2013. O ex-magistrado, que contava com 85 anos na época, foi beneficiado por um indulto, visto que ele preenchia os requisitos previstos no Decreto nº 7.873/2012, que concede liberdade a presos com mais de setenta anos, que tenham cumprido mais de um terço da pena e que possuem problemas de saúde.

## Aposentadoria cassada
Em 2013, o ex-juiz do Trabalho Nicolau dos Santos Neto teve sua aposentadoria cassada pelo Tribunal Regional do Trabalho da 2ª Região. O ex-magistrado continuou recebendo a aposentadoria desde a condenação definitiva em 2006 pelo crime de corrupção.

## Morte
Morreu em 31 de maio de 2020 no Hospital São Luiz, Morumbi, São Paulo, de choque séptico, decorrente da COVID-19, durante a pandemia no país.